# Treskavica
Treskavica (2086 m) – masyw górski w Bośni i Hercegowinie, część Gór Dynarskich.

## Opis
Jest położony w południowej Bośni, 30 km na południe od Sarajewa. Jego najwyższym szczytem jest Đokin Toranj w paśmie Pašina, który wznosi się na wysokość 2086 m n.p.m..
Jest zbudowany z wapienia. Znajdują się na nim formy krasowe i elementy krajobrazu glacjalnego z plejstocenu.
Przez jego północne podnóże przebiega droga z Sarajewa do Fočy.